# Tour der australischen Rugby-Union-Nationalmannschaft nach Italien und Frankreich 1983
| Tour der Wallabies nach Frankreich und Italien 1983 | Tour der Wallabies nach Frankreich und Italien 1983 | Tour der Wallabies nach Frankreich und Italien 1983 | Tour der Wallabies nach Frankreich und Italien 1983 | Tour der Wallabies nach Frankreich und Italien 1983 |
| Übersicht                                           | S                                                   | G                                                   | U                                                   | N                                                   |
| --------------------------------------------------- | --------------------------------------------------- | --------------------------------------------------- | --------------------------------------------------- | --------------------------------------------------- |
| Test Matches                                        | 03                                                  | 1                                                   | 1                                                   | 1                                                   |
| Sonstige Spiele                                     | 08                                                  | 5                                                   | 1                                                   | 2                                                   |
| Gesamt                                              | 11                                                  | 6                                                   | 2                                                   | 3                                                   |
|                                                     |                                                     |                                                     |                                                     |                                                     |
| Frankreich                                          | 02                                                  | 0                                                   | 1                                                   | 1                                                   |
| Italien                                             | 01                                                  | 1                                                   | 0                                                   | 0                                                   |

Die Tour der australischen Rugby-Union-Nationalmannschaft nach Frankreich und Italien 1983 umfasste eine Reihe von Freundschaftsspielen der Wallabies, der Nationalmannschaft Australiens in der Sportart Rugby Union. Das Team reiste im Oktober und November 1983 durch Italien und Frankreich. Während dieser Zeit bestritt es elf Spiele, darunter drei Test Matches gegen Nationalmannschaften. Während gegen die italienische Nationalmannschaft ein Sieg resultierte, erzielten die Australier gegen die französische Nationalmannschaft je ein Unentschieden und eine Niederlage. In den weiteren Spielen gegen Auswahlteams kamen zwei Niederlagen zusätzlich hinzu.

## Spielplan
- Hintergrundfarbe grün = Sieg
- Hintergrundfarbe gelb = Unentschieden
- Hintergrundfarbe rot = Niederlage

(Test Matches sind grau unterlegt; Ergebnisse aus der Sicht Australiens)
| #  | Datum             | Gegner              | Ort              | Stadion                 | Ergebnis |
| -- | ----------------- | ------------------- | ---------------- | ----------------------- | -------- |
| 01 | 16. Oktober 1983  | Italien B           | L’Aquila         | Stadio Tommaso Fattori  | 26:0     |
| 02 | 22. Oktober 1983  | Italien             | Rovigo           | Stadio Mario Battaglini | 29:7     |
| 03 | 26. Oktober 1983  | Alsace-Lorraine     | Straßburg        |                         | 19:16    |
| 04 | 29. Oktober 1983  | Police française    | Le Creusot       |                         | 15:15    |
| 05 | 01. November 1983 | Alpes               | Grenoble         |                         | 27:7     |
| 06 | 05. November 1983 | Roussillon          | Perpignan        |                         | 9:15     |
| 07 | 09. November 1983 | Périgord-Agenais    | Agen             | Stade Armandie          | 6:36     |
| 08 | 13. November 1983 | Frankreich          | Clermont-Ferrand | Stade Marcel-Michelin   | 15:15    |
| 09 | 16. November 1983 | Armée française     | La Rochelle      | Stade Marcel-Deflandre  | 16:10    |
| 10 | 19. November 1983 | Frankreich          | Paris            | Parc des Princes        | 6:15     |
| 11 | 23. November 1983 | Barbarians français | Toulon           | Stade Mayol             | 23:21    |

## Test Matches
| 22. Oktober 1983 | Italien                                 | 7 : 29         | Australien                                                                              | Stadio Mario Battaglini, Rovigo Zuschauer: 6.500 Schiedsrichter: Jean-Claude Yche (Frankreich) |
| 22. Oktober 1983 | Versuche: Zanon Straftritte: Bettarello | (3:13) Bericht | Versuche: M. Ella Hawker (2) Moon Williams Erhöhungen: Campese (3) Straftritte: Campese | Stadio Mario Battaglini, Rovigo Zuschauer: 6.500 Schiedsrichter: Jean-Claude Yche (Frankreich) |

Aufstellungen:
- Italien: Stefano Annibal, Stefano Bettarello, Antonio Colella, Renato de Bernardo, Rino Francescato, Alessandro Ghini, Serafino Ghizzoni, Marzio Innocenti, Massimo Mascioletti , Giorgio Morelli, Alberto Osti, Guido Rossi, Claudio Tinari, Claudio Torresan, Gianni Zanon 
 Auswechselspieler: Luigi de Joanni
- Australien: David Campese, John Coolican, Glen Ella, Mark Ella , Duncan Hall, Mark Harding, Mike Hawker, David Hillhouse, Mark McBain, Brendan Moon, Simon Poidevin, Christopher Roche, Andrew Slack, Dominic Vaughan, Steve Williams 
 Auswechselspieler: Ross Hanley

| 13. November 1983 | Frankreich                                                 | 15 : 15       | Australien                                                                         | Stade Marcel-Michelin, Clermont-Ferrand Zuschauer: 6.575 Schiedsrichter: Graeme Harrison (Neuseeland) |
| 13. November 1983 | Straftritte: Lescarboura (3) Dropgoals: Lafond Lescarboura | (9:6) Bericht | Versuche: Roche Erhöhungen: Campese Straftritte: Campese Dropgoals: M. Ella Hawker | Stade Marcel-Michelin, Clermont-Ferrand Zuschauer: 6.575 Schiedsrichter: Graeme Harrison (Neuseeland) |

Aufstellungen:
- Frankreich: Didier Codorniou, Jean Condom, Michel Cremaschi, Philippe Dintrans, Dominique Erbani, Patrick Estève, Jérôme Gallion, Jean-Pierre Garuet-Lempirou, Jean-Luc Joinel, Jean-Baptiste Lafond, Patrice Lagisquet, Jean-Patrick Lescarboura, Jean-Charles Orso, Jean-Pierre Rives , Philippe Sella 
 Auswechselspieler: Laurent Pardo, Bernard Viviès
- Australien: David Campese, John Coolican, Gary Ella, Mark Ella , Roger Gould, Mike Hawker, David Hillhouse, Mark McBain, Andy McIntyre, Brendan Moon, Simon Poidevin, Christopher Roche, Steve Tuynman, Dominic Vaughan, Steve Williams 
 Auswechselspieler: Thomas Lawton

| 19. November 1983 | Frankreich                                                                     | 15 : 6        | Australien                              | Parc des Princes, Paris Zuschauer: 19.818 Schiedsrichter: Graeme Harrison (Neuseeland) |
| 19. November 1983 | Versuche: Estève Erhöhungen: Lescarboura Straftritte: Gabernet Lescarboura (2) | (6:3) Bericht | Straftritte: Campese Dropgoals: M. Ella | Parc des Princes, Paris Zuschauer: 19.818 Schiedsrichter: Graeme Harrison (Neuseeland) |

Aufstellungen:
- Frankreich: Didier Codorniou, Jean Condom, Michel Cremaschi, Philippe Dintrans, Dominique Erbani, Patrick Estève, Serge Gabernet, Jérôme Gallion, Jean-Pierre Garuet-Lempirou, Jean-Luc Joinel, Patrice Lagisquet, Jean-Patrick Lescarboura, Alain Lorieux, Jean-Pierre Rives , Philippe Sella 
 Auswechselspieler: Pierre-Édouard Detrez
- Australien: David Campese, John Coolican, Gary Ella, Mark Ella , Roger Gould, Mike Hawker, David Hillhouse, Thomas Lawton, Andy McIntyre, Brendan Moon, Simon Poidevin, Christopher Roche, Steve Tuynman, Dominic Vaughan, Steve Williams